# إليسا ليفسك
إليسا ليفسك هي عارضة وممثلة كندية، ولدت في 10 سبتمبر 1985 في كندا.

## وصلات خارجية
- إليسا ليفسك على موقع IMDb (الإنجليزية)
- إليسا ليفسك على موقع ألو سيني (الفرنسية)
- إليسا ليفسك على موقع أول موفي (الإنجليزية)
- إليسا ليفسك على موقع قاعدة بيانات الفيلم (الإنجليزية)
- إليسا ليفسك على موقع كينوبويسك (الروسية)